# Pierre Pinalie
Pierre Pinalie, né le 8 octobre 1938 à Fécamp (Seine-Maritime) et mort le 26 août 2009 à Paris 12e, était un linguiste spécialiste du créole de la Martinique. Il a publié entre autres le Dictionnaire élémentaire français-créole.
Professeur certifié d'espagnol, titulaire d'un D.E.S. de linguistique judéo-espagnole et d'un D.E.A. de linguistique créole.
Il a enseigné à Fort-de-France à l’Université Antilles Guyane.   Retraité de l'Éducation nationale à partir de 2003.

## Biographie
Pierre Pinalie a participé aux travaux du GEREC-F : Groupe d'Études et de Recherches en Espace Créolophone et Francophone. 
Il était un membre actif du café philo de Fort-de-France.
Un hommage lui a été rendu à l’Habitation Saint-Étienne le 16 septembre 2009  en présence de ses fils Olivier et Germinal et de son ex-épouse, Suzanne Dracius.